# Stadtkirche (Balingen)

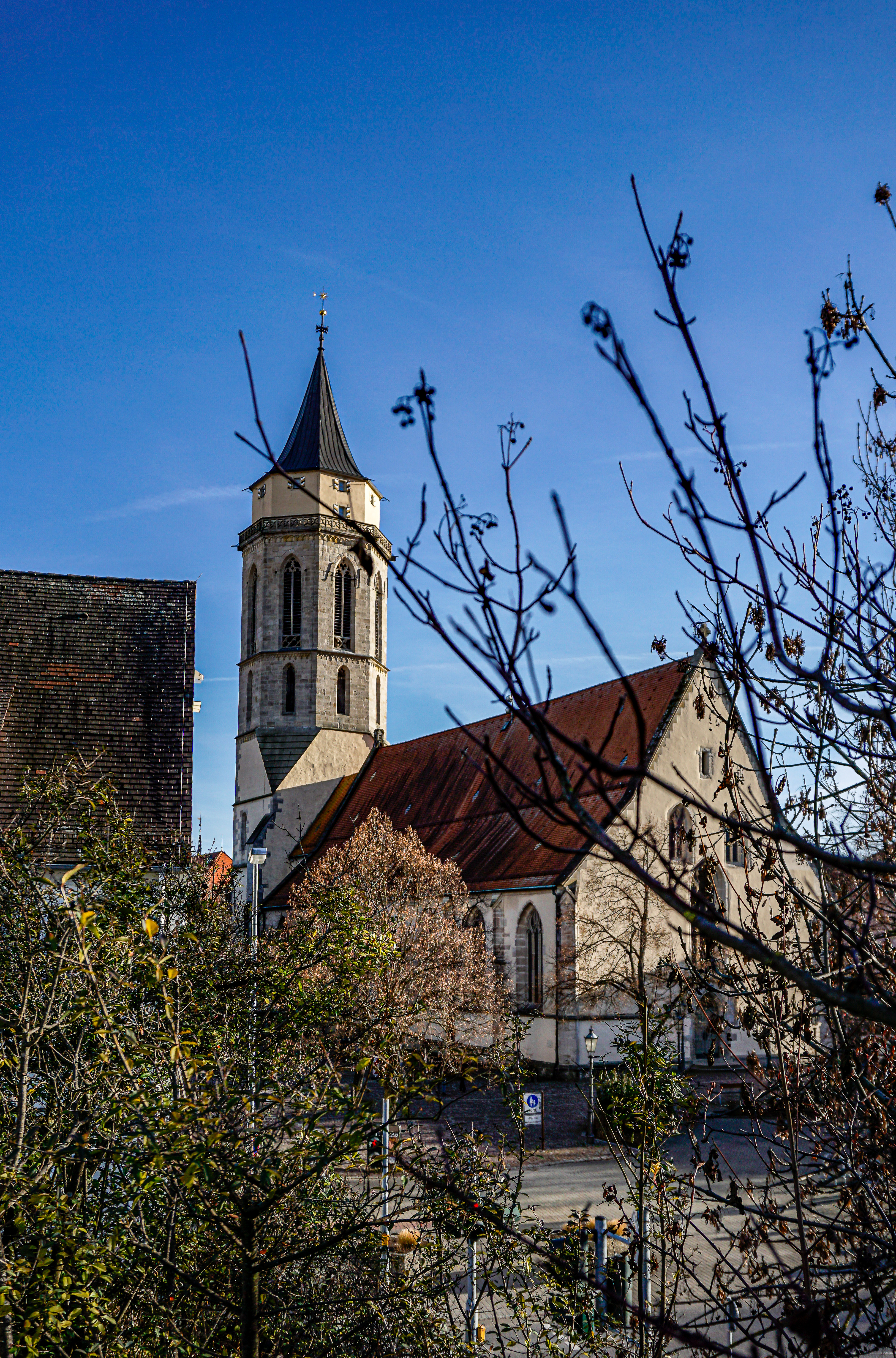
Stadtkirche

Die evangelische Stadtkirche Balingen entstand als spätgotische Hallenkirche in Erweiterung der im 14. Jahrhundert ersterwähnten Nikolauskapelle. Ihre Erhebung zur Pfarrkirche soll um 1516 erfolgt sein. Sie liegt zentral innerhalb der ehemaligen Stadtmauern am Marktplatz der Stadt Balingen im Zollernalbkreis.

## Geschichte

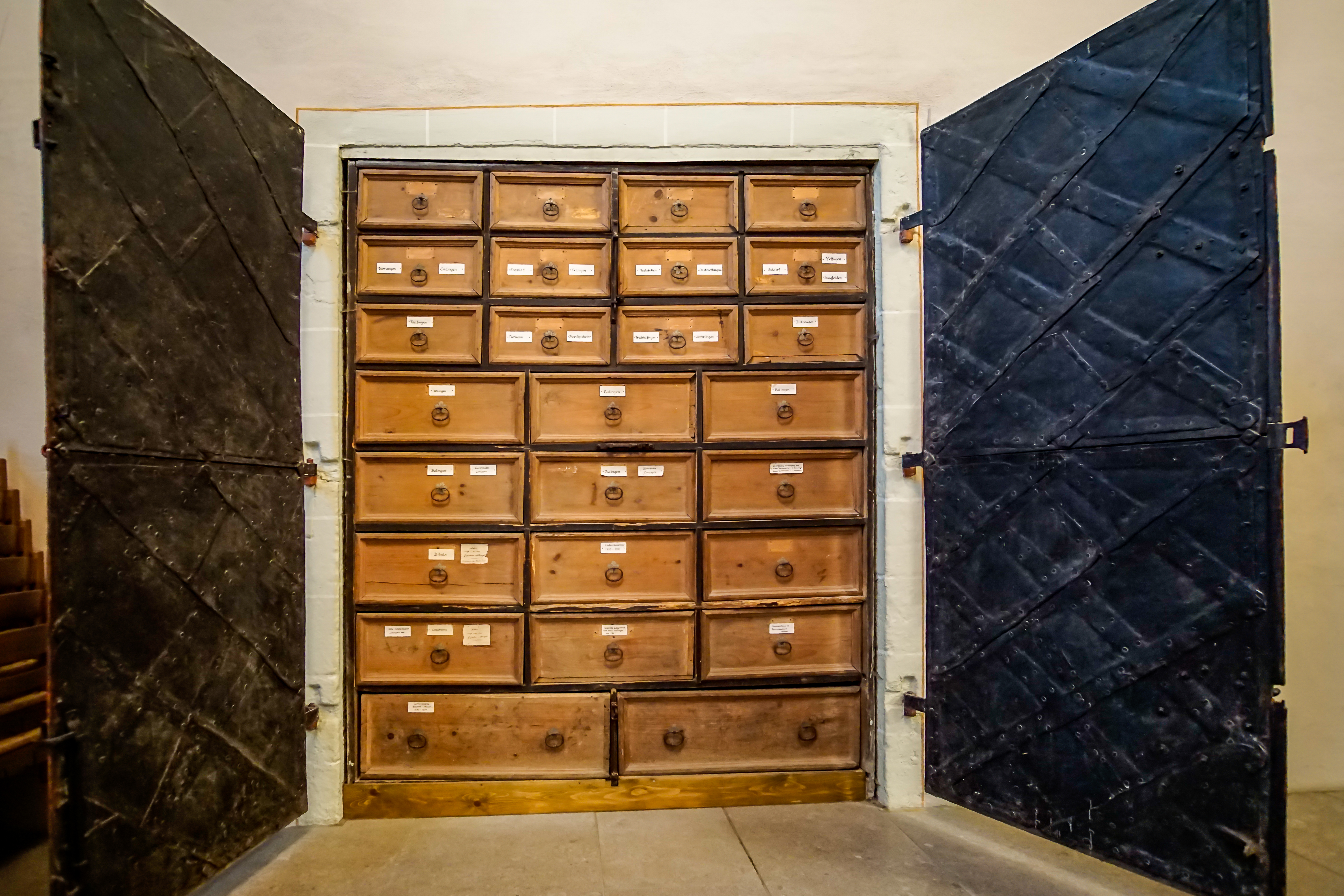
Archivlade des Heiligenvogts im Chorraum

Im 11. Jahrhundert entstand in Balingen die heutige Friedhofskirche, auch „alte Liebfrauenkirche“ genannt, die einst die Pfarrkirche der Stadt war. Da sie außerhalb der Stadtmauern lag, wurde bald nach der Stadtgründung eine Kapelle innerhalb der Stadt errichtet. Bauhistorische Funde lassen darauf schließen, dass diese Nikolaus- und Liebfrauenkapelle ab 1443 erweitert wurde. Seither fungierte diese als Liebfrauenkirche – bis zur Reformation. Bereits im Jahre 1501, also noch vor der endgültigen Fertigstellung der Kirche, wurde eine Prädikatur gestiftet. Mit Einführung der Reformation – sie erfolgte in Balingen wie im ganzen damaligen Württemberg im Jahre 1534 – wurde Balingen evangelisch.
Das älteste Epitaph der Stadtkirche stammt aus dem Jahr 1565 und zeigt – in spanischer Mode – die Frau des Obervogts Ehrenfried Senfft von Sulburg, 1595 wurde das Epitaph des Bürgermeisters Kaspar Murschel, 1605 jenes der Magdalena von Tegernau im Chor angebracht. 1612 befahl Herzog Johann Friedrich die Ausmalung der Kirche. Die heute nahezu übertünchte Ausmalung mit biblischen Geschichten erfolgte durch den Maler Melchior Drescher aus Rottweil. Damals entstand auch die Wappenscheibe der württembergischen Herzöge, die sich heute in der Zehntscheune Balingen befindet. 1760 wurde der Kirchturm mit der Sonnenuhr des Philipp Matthäus Hahn ausgestattet.
Der Große Stadtbrand von 1809 erfasste auch den Innenraum der Kirche, insbesondere die Orgel. 1861/1862 wurden sämtliche Schlusssteine und Konsolen überstrichen, ebenso die Bemalung von 1613. 1913/1914 wurden die gesamte Kirche innen und außen renoviert und die fehlenden Gewölbe im Mittel- und Seitenschiff eingezogen. Dabei wurden in der Amanduskirche Urach die noch vorhandenen historischen Reste der Gewölbemalerei abgepaust, dort danach rekonstruierend neu gemalt, kopiert und bei der zeitgleichen Renovierung der Stadtkirche Balingen unter demselben Architekten Heinrich Dolmetsch zur Kostenersparnis zweitverwendet. Bei dieser Renovierung wurden die Kanzel – seit 1512 am dritten nördlichen Arkadenpfeiler – an den fünften südlichen Pfeiler versetzt, ein auf den Altar ausgerichtetes neues Gestühl eingebaut und damit die in der Reformation eingerichtete Querkirche wieder zu einer altarorientierten Längskirche umgestaltet. Ab 1978 wurden, beginnend am Turmdach, Turm und Kirchenschiff renoviert; die Wiedereinweihung erfolgte 1990.

## Architektur

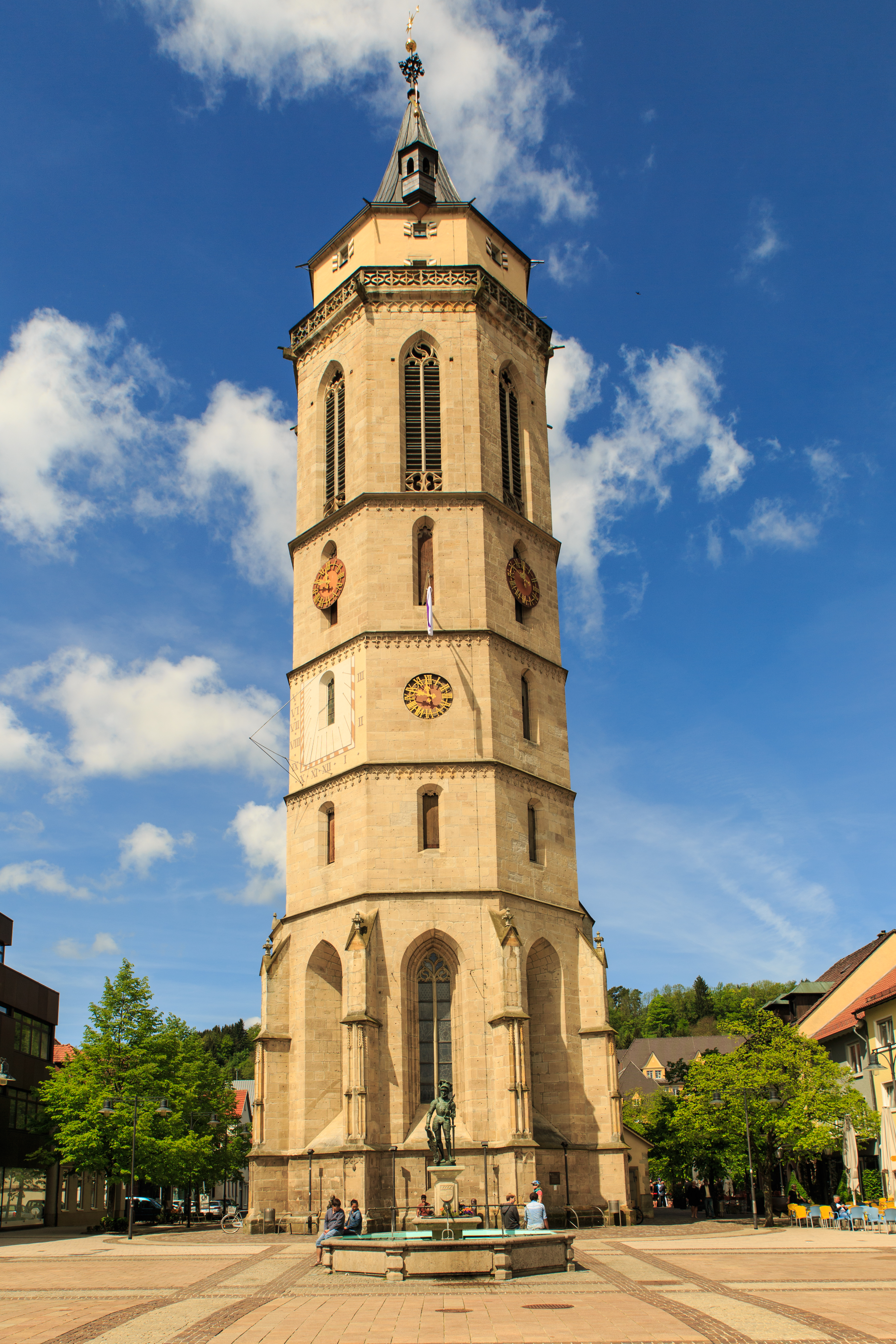
Chorturm

Im Kern geht der spätgotische Kirchenbau auf die erstmals 1342 erwähnte Nikolauskapelle zurück. Bauhistorische Befunde belegen einen groß angelegten gotischen Umbau, auf den der Chor und der Chorturm zurückgehen. Laut Inschrift am Chorhaupt, an der Ostwand des Chores, wurde dieser im Jahr 1443 begonnen. Entwurf und Ausführung lag zunächst in den Händen der Baumeisterfamilie Jörg, dann des Meisters Franz. Das Joerg-Wappen, ein Sparren mit drei Sternen, erscheint über dem westlichen Schlussstein des Chores. Es entstand ein nur einschiffiges, schmaleres Langhaus in heutiger Länge. Die Rippen ruhen auf Brustbildern der Aposteln, Evangelisten und Propheten, aus den Schlusssteinen schauen Heiligenfiguren. Wegen des Todes Hänslin Jörg des Jüngeren blieb der Turm 1490 zunächst unvollendet. Er erhielt ein Wächterhaus mit Ziegeldach. 1541 erhielt er durch den Steinmetz Meister Stephan seine charakteristische Gestalt. Der dann aufgesetzte Helm erhielt ein Kupferdach. Dendrochronologische Untersuchungen am noch erhaltenen Dachwerk des 15. Jahrhunderts ergeben, dass das Dach um 1455 aufgeschlagen wurde, so dass hier das ungefähre Ende der Umbaumaßnahme angenommen werden kann. Das Maßwerk der drei großen Chorfenster ist um 1470 entstanden, das der kleineren Hochfenster an der Nord- und Südwand des Chores und am Westgiebel ist vermutlich älter. Nur sie sind noch mit Butzenscheiben ausgestattet. Um ein halbes Jahrhundert jünger ist das Maßwerk der Fenster des Kirchenschiffs.
Die dreischiffige Staffelhalle mit Seitenkapellen zwischen den eingezogenen Strebepfeilern geht auf eine Veränderung des frühen 16. Jahrhunderts zurück (1510–1516), eine Arbeit des Meisters Franz von Tübingen. Um das Jahr 1900 wurde der Chor renoviert. Die damals neu verglasten Fenster wurden von Kommerzienrat Behr gestiftet, dem Inhaber der ältesten und größten Trikotwarenfabrik der Stadt. Die Einwölbung des Mittelschiffs erfolgte erst bei einer grundlegenden Renovierung 1913 bis 1919 als Betonkonstruktion über den mittelalterlichen Rippenanfängen.
Die Balinger Stadtkirche ist eine Chorturmkirche mit durchgehend achteckigem Kirchturm: Der polygonale Chorabschluss (Fünfachtelschluss) wird konsequent auf die gesamte Höhe des Turms übertragen. Dadurch erhält die Kirche ein charakteristisches Aussehen.

## Ausstattung

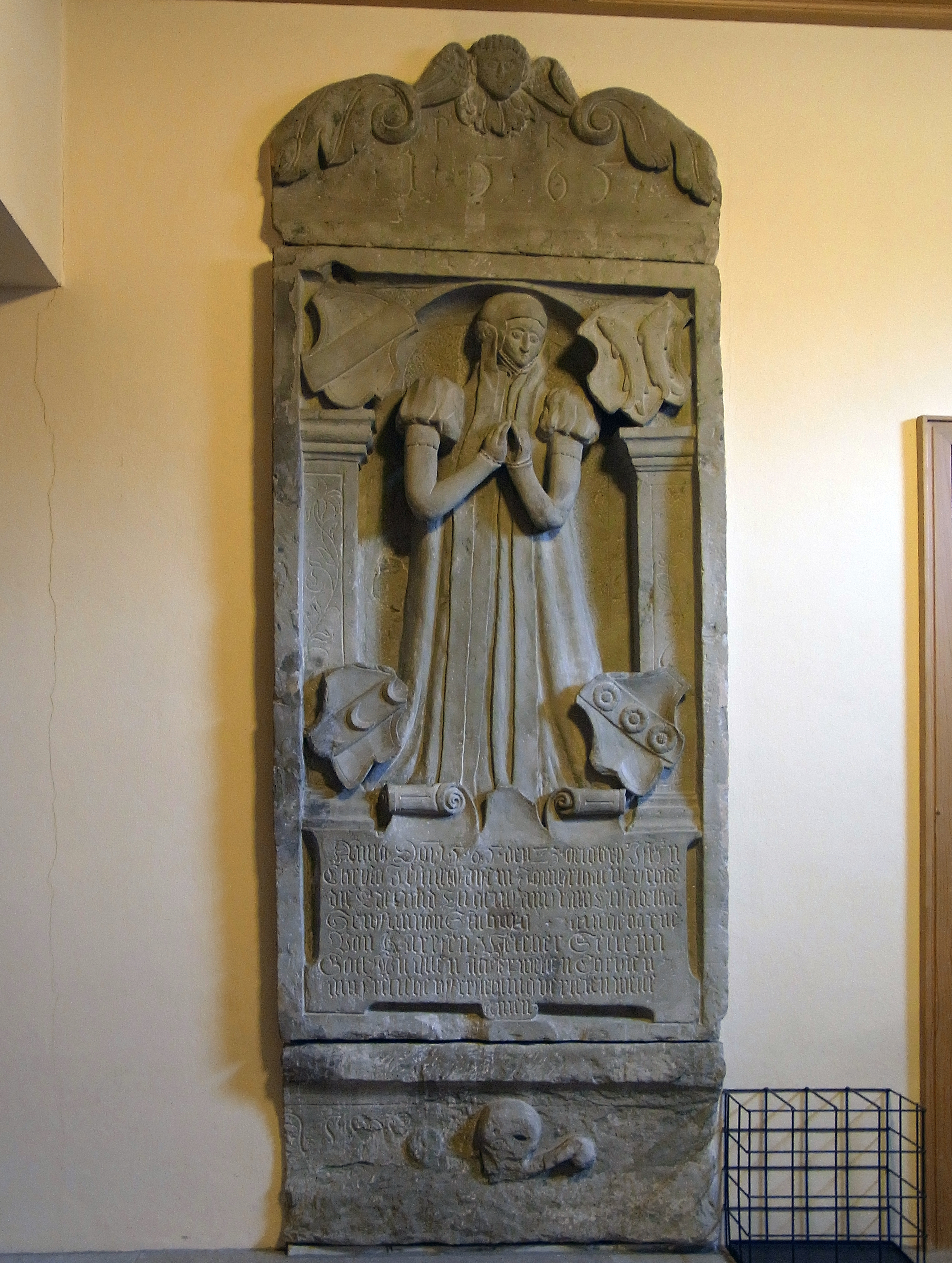
Epitaph der Elisabetha Senfft von Sulburg, Ehefrau des Balinger Obervogts Ehrenfried Senft von Sulburg (1560–1587)

### Epitaphe und Grabplatten
- Steinerne Grabplatte des Friedrich von Zollern-Schalksburg (gest. 1403). Sie zeigt den schräggestellten Zollernschild mit den Bracken als Helmzier und das mütterliche Kyburger Wappen. 1403 wurde der einzige Sohn des Grafen Friedrich von Zollern-Schalksburg und der Verena von Kyburg in der Nikolaus- und Liebfrauenkapelle bestattet. Sein frühzeitiger Tod soll den Verkauf der Herrschaft und der Stadt Balingen an Württemberg ausgelöst haben. Seine Grabplatte wurde bei Umbaumaßnahmen in die Südwand eingelassen.
- Grabplatte der Katharina von Anweil, Ehefrau des Obervogts Hans Caspar von Anweil (1551)
- Steinerne Grabplatte der Elisabeth Senfft von Sulburg, geborene von Karpffen, Ehefrau des Obervogts in Balingen (1565)
- Holzepitaph des Balinger Bürgermeisters Caspar Murschel (1595) (Werk des Simon Schweizer, Balingen)
- Steinerne Grabplatte der Magdalena von Tegernau (gest. 1609), Ehefrau des Obervogts Friedrich von Tegernau in Balingen (1600–1629)
- Grabplatte des Wolf Erasmus von Gruental, Sohn des Tübinger Obervogts Hans Joachim von Grüntal (1636)
- Steinerne Grabplatte der Amalia Barbara Gräfin zu Candel (gest. 1668), Ehefrau des Obervogts Karl Philibert Ferrere Fiesce Graf von Candel
- Steinerne Grabplatte der 1650, noch nicht einjährig, verstorbenen Tochter Katharina Friederika Gräfin zu Candel
- Grabplatte des Magisters Georg Christoph Hoffmann

### Bauplastiken

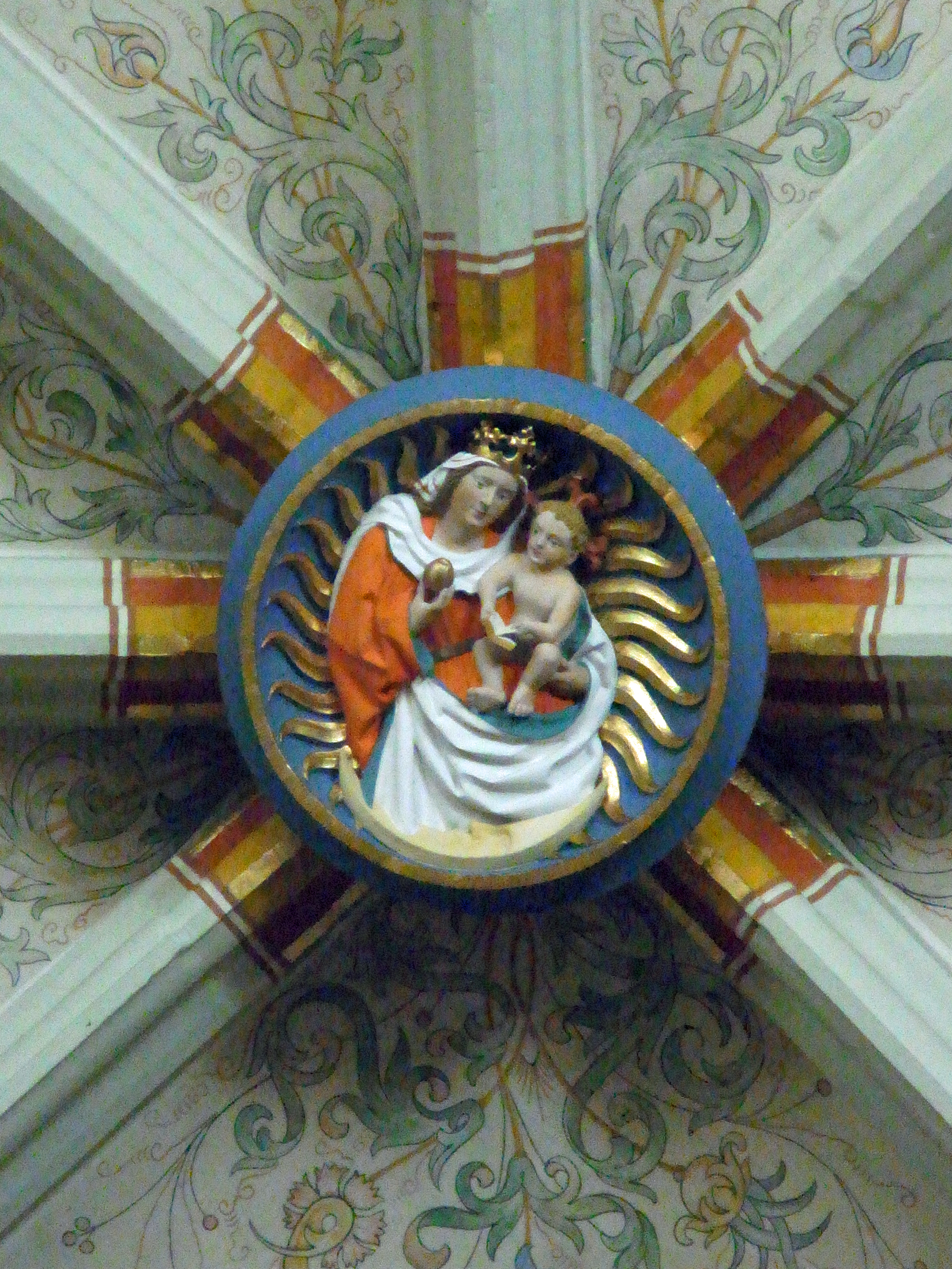
Schlussstein „Apokalyptisches Weib“

- Gewölbeschlusssteine („apokalyptisches Weib“, Maria mit dem Jesuskind, bekleidet mit der Sonne, zu ihren Füßen der Mond als Sinnbild des Bösen, St. Nikolaus, St. Sebastian; Wappen der Grafschaft Wirtemberg, des Bistums Konstanz und der Stadt Balingen)
- Bildplastik des Kirchenlehrers Hieronymus
- Reliefbildnisse alttestamentlicher Priesterkönige, von Aposteln und Evangelisten (um 1510/1516) (Meister Franz von Tübingen)

### Skulpturen
- Balinger Madonna (Jörg Syrlin d. J.), 1502–1534 Mittelstück des Hochaltars der Stadtkirche. Sie befindet sich im Dominikanermuseum Rottweil, Sammlung Dursch.

### Glasgemälde
- Die drei Chorfenster von 1900 sind eine Stiftung von Kommerzienrat und Fabrikant Karl Behr mit den neutestamentlichen Motiven Maria und Martha, Auferstehung Christi und Thomas der Zweifler. Die Entwürfe stammten vom Stuttgarter Künstler Theodor Bauerle (1865–1914), die Ausführung von der Glasmalereiwerkstatt Ostermann & Hartwein in München.
- Die beiden Emporenfenster mit den Motiven Bergpredigt und Verlorener Sohn entwarf Rudolf Yelin der Ältere 1913, sie wurden in der Glaswerkstatt L.&Th. Wilhelm in Rottweil gefertigt.[9]

### Inventar
- Kruzifix aus der Renaissancezeit
- Spätgotischer Taufstein
- Steinerne Kanzel (1512) mit der Kirchenpatronin Maria und den vier Kirchenlehrern Ambrosius, Hieronymus, Gregor der Große, Augustinus (Meister Franz).[10] Ihre ursprüngliche Position war am dritten nördlichen Arkadenpfeiler von Westen, seit 1914 am fünften südlichen Pfeiler.
- Archivlade der Heiligenvogtei Balingen (erbaut 1598)
- Wappentafel der württembergischen Herzöge (um 1612). Sie befindet sich heute in der Zehntscheune
- geschmiedetes Altargitter

## Orgel

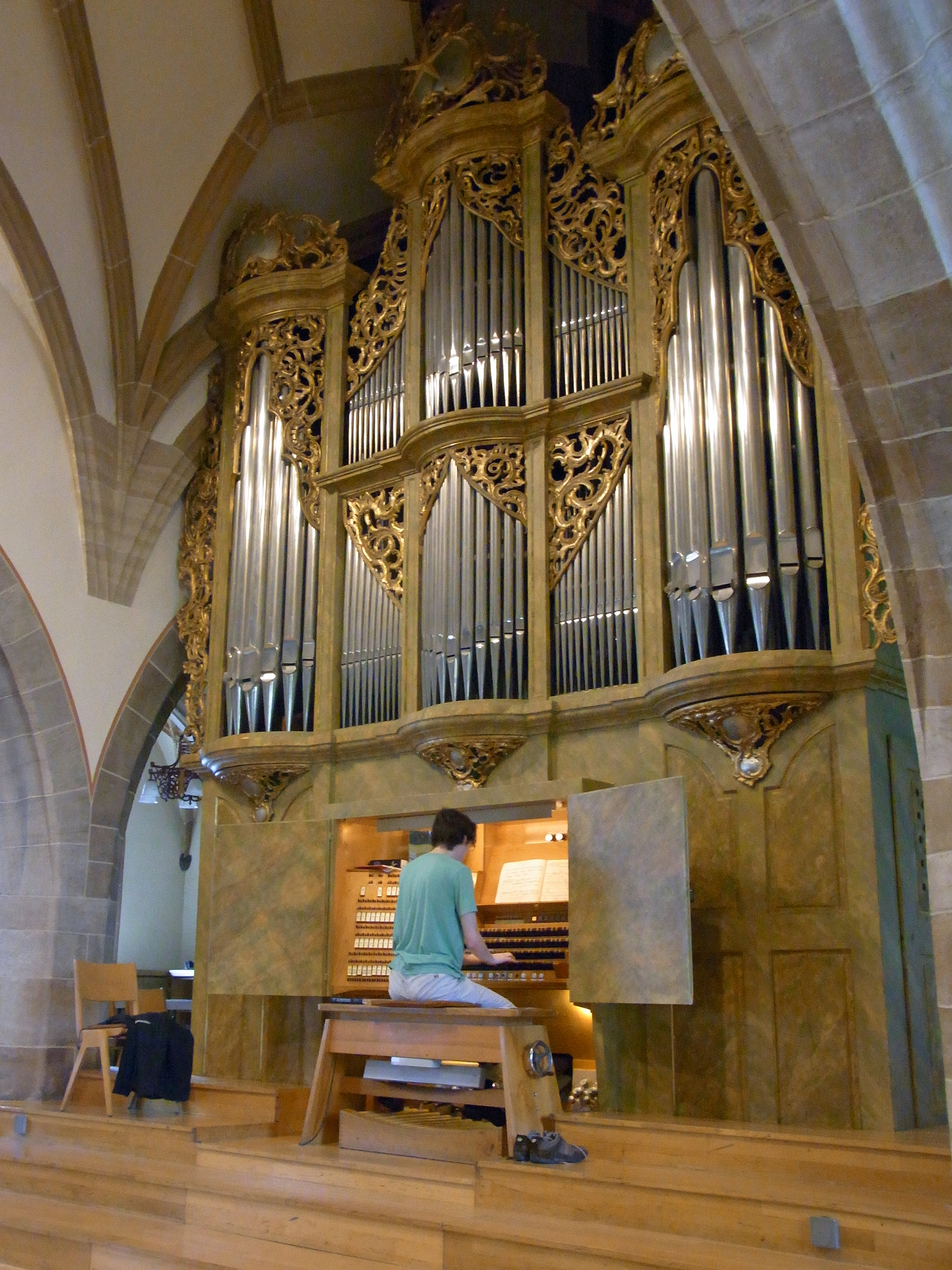
Der Haußdörffer-Silbermann-Prospekt mit Spielschrank

Die erste in der Stadtkirche nachgewiesene Orgel wurde 1661 vom Orgelbauer Hans Georg Ehemann (Ulm), der später Hoforgelbauer in Stuttgart war, gebaut. Das Instrument stand wohl im Chor auf einer Empore. 1765 war es in einem so schlechten Zustand, dass laut Kirchenkonventsprotokoll nur ein Neubau oder eine sehr gründliche Reparation in Frage kamen.
Der Tübinger Orgelmacher Johann Sigmund Haussdörffer wurde mit dem Neubau beauftragt, starb aber kurz vor Vollendung der neuen Orgel. Sein Gehilfe und Schwiegersohn Hans Rüdiger, auch Rudigier geschrieben, vollendete das Werk. Am 24. Dezember 1767 wurde die Orgel eingeweiht. Haussdörffer war ein Enkelschüler von Gottfried Silbermann und brachte dessen Prospektform nach Württemberg. Der Prospekt konnte auf Intervention des Kunsthistorikers Pfeffer bei der großen Kirchenrenovierung 1913/1914 erhalten werden und wurde nicht durch einen, damals modernen, neugotischen Prospekt ersetzt. Die Orgel verfügte über 2 Manuale mit 22 Registern.

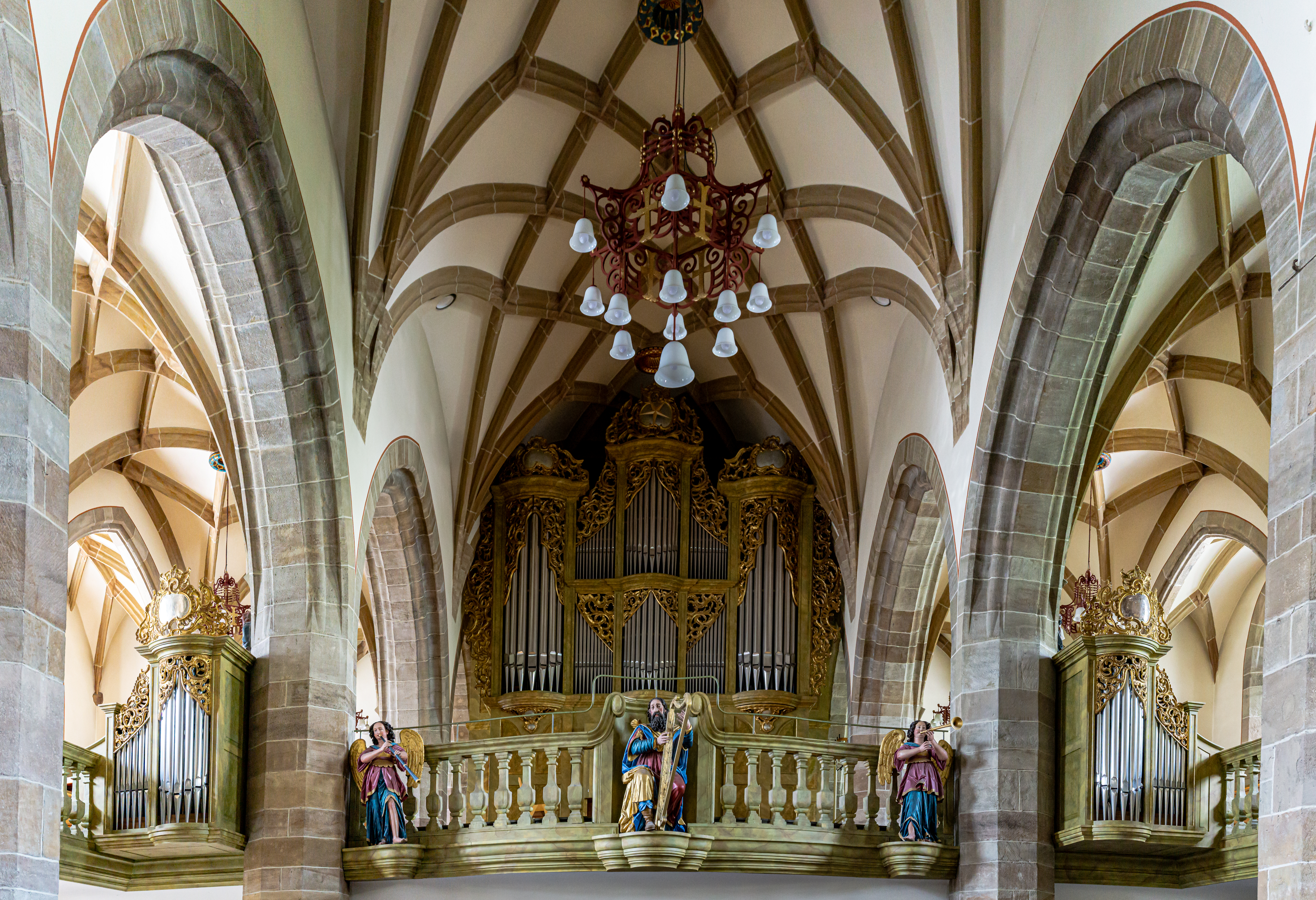
Gesamtansicht der Orgel mit Brüstungspositiven und Brüstungsfiguren

In den Jahren 1786, 1803, 1811, 1833 und 1865 erfolgten Reparaturen. 1833 wurde der Spielschrank durch einen freistehenden Spieltisch ersetzt.
Im Zuge der großen Kirchenrenovierung 1913/1914 baute die Giengener Orgelmanufaktur Gebr. Link ein neues Werk hinter den barocken Prospekt. Es verfügte über modernste Kegelladen und pneumatische Spieltraktur und hatte 32 Register auf zwei Manualen und Pedal. Das Instrument war spätromantisch intoniert, mit starkem grundtönigem Charakter. Bei Umbauten in den Jahren 1934, 1942 und 1948 unter dem Balinger Organisten Hermann Rehm wurde die Intonation barockisiert und der Klang aufgehellt. Das Orgelwerk wurde auf 48 Register verteilt auf drei Manuale ausgebaut. Das dritte Manual wurde dabei 1948 auf zwei Brüstungspositive verteilt.
1973 wurde die Orgel von Orgelbau Friedrich Weigle grundlegend umgebaut. Hauptwerk und Schwellwerk und das Pedalwerk wurden auf mechanische Spieltraktur mit neuer Schleiflade umgebaut. Der alte Spielschrank wurde wieder hergestellt. Die beiden Rückpositive wurden mit eigenen Manualen versehen, die aber, aus Kostengründen, noch elektro-pneumatisch betrieben wurden. Im Rahmen einer geplanten umfassenden Innen- und Außenrenovation der Kirche wurde ein Neubau der Brüstungspositive von 1948 geplant. 1987 baute der Orgelbaumeister Diethelm Berner (Stuttgart-Botnang) das III. und IV. Manual komplett um und stattete beide Werke mit mechanischen Trakturen aus. Die barocke Marmorierung der Orgel und der Orgelempore wurde wieder hergestellt, die neuen Brüstungswerke wurden in Stilkopie dem Haußdörffer-Silbermann-Prospekt angepasst. Auch die Brüstungsfiguren erhielten ihre Erstfassung.
Das Instrument hat heute 54 Register mit 3952 Pfeifen auf vier Manualwerken und Pedal. Die Spieltraktur ist mechanisch, die Registertraktur ist elektrisch.
| I Hauptwerk C–g3 |                 |        |
| 01.              | Quintade        | 16′    |
| 02.              | Praestant       | 08′    |
| 03.              | Gedeckt         | 08′    |
| 04.              | Gambe           | 08′    |
| 05.              | Oktave          | 04′    |
| 06.              | Rohrflöte       | 04′    |
| 07.              | Quinte          | 02 ⁄3′ |
| 08.              | Blockflöte      | 02′    |
| 09.              | Rauschpfeife IV | 02 ⁄3′ |
| 10.              | Mixtur V        | 02′    |
| 11.              | Kornett III-V   | 02 ⁄3′ |
| 12.              | Fagott          | 16′    |
| 13.              | Trompete        | 08′    |
|                  | Tremulant       |        |

| II Schwellwerk C–g3 |                   |         |
| 14.                 | Gedeckt           | 16′     |
| 15.                 | Flöte             | 08′     |
| 16.                 | Harfoktave        | 08′     |
| 17.                 | Quintatön         | 08′     |
| 18.                 | Salicional        | 08′     |
| 19.                 | Schwebung         | 08′     |
| 20.                 | Prinzipal         | 04′     |
| 21.                 | Gedecktflöte      | 04′     |
| 22.                 | Nasat             | 02 ⁄3′  |
| 23.                 | Schweizerpfeife 0 | 02′     |
| 24.                 | Terzflöte         | 01 3⁄5′ |
| 25.                 | Sifflöte          | 01′     |
| 26.                 | Larigot II        | 02′     |
| 27.                 | Quintan II        | 01 ⁄3′  |
| 28.                 | Scharff IV        | 02⁄3′   |
| 29.                 | Oboe              | 08′     |
| 30.                 | Clairon           | 04'     |
|                     | Tremulant         |         |

| III Brüstungspositiv Nord C–g3 |              |      |
| 31.                            | Rohrgedackt  | 8′   |
| 32.                            | Spillflöte   | 4′   |
| 33.                            | Prinzipal    | 2′   |
| 34.                            | Zimbel III 0 | 1⁄4′ |
| 35.                            | Schalmei     | 4′   |
|                                | Tremulant    |      |

| IV Brüstungspositiv Süd C–g3 |                   |        |
| 36.                          | Gedecktpommer     | 8′     |
| 37.                          | Violprinzipal     | 4′     |
| 38.                          | Gemshorn          | 2′     |
| 39.                          | Quinte            | 1 ⁄3′  |
| 40.                          | Terz-Septime II 0 | 1 3⁄5′ |
| 41.                          | Krummhorn         | 8'     |
|                              | Tremulant         |        |

| Pedalwerk C–f1 |                           |         |
| 42.            | Prinzipalbass             | 16′     |
| 43.            | Subbass                   | 16′     |
| 44.            | Quintbass                 | 10 2⁄3′ |
| 45.            | Oktavbass                 | 08′     |
| 46.            | Gemsbass                  | 08′     |
| 47.            | Nachthorn                 | 04′     |
| 48.            | Hohlflöte                 | 02′     |
| 49.            | Choralbass III            | 04′     |
| 50.            | Basszink III              | 05 1⁄3′ |
| 51.            | Hintersatz VI             | 02 ⁄3′  |
| 52.            | Posaune                   | 16′     |
| 53.            | Trompetenbass             | 08′     |
| 54.            | Singend Kornett           | 02′     |
|                | Tremulant für Kleinpedale |         |

- Koppeln
  - Normalkoppeln: I/II, II/I, III/I, III/II, IV/I, IV/II, IV/III, I/P, II/P, III/P, IV/P
  - Suboktavkoppeln: II/I, II/II
- Spielhilfen: 10.000-fache Setzeranlage, 4 freie Kombinationen, 2 freie Pedalkombinationen, Tutti, Pianopedal, Zungenabsteller, Crescendowalze
- Effektregister: Zimbelstern

## Geläut
Im 61 Meter hohen Kirchturm der Stadtkirche hängt ein achtstimmiges Glockengeläut aus Bronze, welches zu den größten Geläuten Württembergs zählt. 1948 erhielt die Kirche ein fünfstimmiges Geläut, gegossen in der Gießerei Kurtz aus Stuttgart. 1955 wurde es nach unten um Glocke 2 („Gloriosa“) erweitert; die Glockenzieren beider Jahrgänge stammen von Helmuth Uhrig. 2009 wurde mit der Friedensglocke die heute tontiefste Glocke von der Glockengießerei Bachert aus Karlsruhe gegossen. Ergänzt werden diese Glocken durch die historische Segensglocke aus dem 14. Jahrhundert.
| Glocke | Name                             | Gussjahr | Gießer                    | Masse    | Durchmesser | Nominal | Inschrift                                                      |
| ------ | -------------------------------- | -------- | ------------------------- | -------- | ----------- | ------- | -------------------------------------------------------------- |
| 1      | Friedensglocke                   | 2009     | Albert Bachert, Karlsruhe | 5464 kg  | 2038 mm     | Gis°+1  | Ehre sei Gott und Friede auf Erden                             |
| 2      | Gloriosa (Festtagsglocke)        | 1955     | Heinrich Kurtz, Stuttgart | 2753 kg  | 1643 mm     | H°+1    | Ehre sei dem Vater und dem Sohne und dem Heiligen Geist        |
| 3      | Ewigkeitsglocke (Christusglocke) | 1948     | Heinrich Kurtz, Stuttgart | 1945 kg  | 1460 mm     | cis′+2  | Jesus Christus gestern und heute und derselbe auch in Ewigkeit |
| 4      | Abendglocke (Betglocke)          | 1948     | Heinrich Kurtz, Stuttgart | 1092 kg  | 1230 mm     | e′+0,5  | Wachet und betet                                               |
| 5      | Tagesglocke (Kreuzglocke)        | 1948     | Heinrich Kurtz, Stuttgart | 817 kg   | 1090 mm     | fis′+2  | O Land, Land, Land, höre des Herrn Wort                        |
| 6      | Morgenglocke                     | 1948     | Heinrich Kurtz, Stuttgart | 572 kg   | 970 mm      | gis′+2  | Seine Barmherzigkeit ist alle Morgen neu                       |
| 7      | Taufglocke                       | 1948     | Heinrich Kurtz, Stuttgart | 319 kg   | 810 mm      | h′+2    | Lasset die Kindlein zu mir kommen                              |
| 8      | Segensglocke (Sturmglocke)       | 14. Jh.  |                           | 113,5 kg | 550 mm      | gis″+6  |                                                                |